# Garryaceae

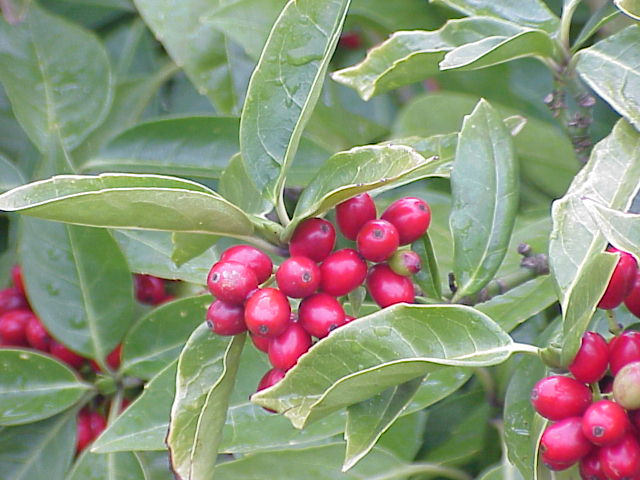
Aucuba japonica.

Las garryáceas (Garryaceae) es una familia de plantas fanerógamas que contiene dos géneros, Garrya (con 15 especies) y Aucuba (con 17 especies).
Se encuentran en regiones templadas y subtropicales, Garrya en Norteamérica, y Aucuba en el este de Asia y Japón. Son arbustos perennes o pequeños árboles con hojas simples y opuestas. 
En el sistema clásico de clasificación (1981) no existía el género Aucuba y estaba incluida en la familia Cornaceae. En el Sistema APG de 1988 se acepta y la incluye en el orden Garryales. En el sistema APG II de 2002 se aceptan dos opciones: 1ª aceptar la familia Aucubaceae o 2ª incluir el género Aucuba con el género Garrya de la familia Garryaceae.

## Descripción
Son árboles y arbustos dioicos, perennifolios. Ramas decusadas. Estípulas ausentes. Hojas simples, opuestas, pecioladas. Inflorescencias estaminadas amentiformes o racemosas, simples o ramificadas, generalmente péndulas, generalmente fasciculadas y terminales, a veces axilares y solitarias; brácteas connatas en la base, formando estructuras cupulares, las flores solitarias o ternadas en las axilas de las brácteas; flores pediceladas, los pedicelos a veces cortos; segmentos del perianto 4, los ápices connatos para formar una cámara con 4 aberturas; estambres 4, libres, opuestos a las aberturas de la cámara, los filamentos cortos, las anteras basifijas, introrsas, abriéndose por hendiduras longitudinales. Inflorescencias pistiladas, similares a las estaminadas; flores solitarias o ternadas en las axilas de las brácteas; pedicelos muy cortos o raramente ausentes; ovario 2-carpelar, raramente 3-carpelar, 1-locular, ínfero; perianto ausente, o pareado, los segmentos del perianto reducidos, alternando con los estilos; estilos 2, raramente 3, persistentes; óvulos 2, raramente 3, péndulos en placentas parietales, anátropos. Fruto en baya modificada con dehiscencia irregular; semillas 2(3), el embrión diminuto, el endospermo bien desarrollado.

## Taxonomía
La familia fue descrita por Douglas ex Lindl. y publicado en Edwards's Botanical Register 20: sub t. 1686. 1834. El género tipo es: Garrya

## Especies seleccionadas
- Aucuba albo-punctifolia
- Aucuba angustifolia
- Aucuba chinensis
- Aucuba chlorascens
- Aucuba crotonifolia
- Aucuba eriobotryifolia
- Aucuba filicauda
- Aucuba grandiflora
- Aucuba himalaica
- Aucuba japonica
- Aucuba luteocarpa
- Aucuba macrodonta
- Aucuba mollifolia
- Aucuba obcordata
- Aucuba omeiensis
- Aucuba yunnanensis
- Garrya buxifolia
- Garrya congdonii
- Garrya corvorum
- Garrya elliptica
- Garrya fadyenia
- Garrya flavescens
- Garrya fremontii
- Garrya glaberrima
- Garrya grisea
- Garrya laurifolia
  - Garrya laurifolia subsp. laurifolia
  - Garrya laurifolia subsp. macrophylla
  - Garrya laurifolia subsp. quichensis
  - Garrya laurifolia subsp. racemosa
- Garrya longifolia
- Garrya ovata
  - Garrya ovata subsp. goldmanii
  - Garrya ovata subsp. lindheimeri
  - Garrya ovata subsp. mexicana
  - Garrya ovata subsp. ovata
- Garrya salicifolia
- Garrya veatchii
- Garrya wrightii